# René Joseph du Peyroux
Pour les articles homonymes, voir Dupeyroux.
René Joseph du Peyroux, né le 21 septembre 1763 à Saint-Pardoux-les-Cards (Creuse), mort le 11 février 1835 à Lyon (Rhône), est un général français de la Révolution et de l’Empire.

## Biographie

### Origines et jeunesse
René Joseph naît le 21 septembre 1763 au château de Villemonteix à Saint-Pardoux-les-Cards. Il est le fils d'Amable Antoine, René, marquis du Peyroux. Il est le cinquième enfant d'une fratrie de six.

### L'Ancien Régime
Il entre en service comme aspirant de marine le 1er juillet 1779, garde du pavillon le 1er juin 1780, il fait les campagnes d’Amérique de 1780 à 1782 sur les frégates « la Lutine » et « la Provence », et sur les vaisseaux « le Dictateur » et « le Spectre », puis il sert en 1783 à Terre-Neuve sur la corvette « la Belette ».
Le 3 janvier 1788, il est nommé lieutenant de vaisseau, et il navigue successivement aux Antilles, sur les côtes d’Alger et de l’ouest de l’Afrique sur « l’active », « la Minerve » et « l’outarde ». Le 1er juillet 1789, il passe à Malte avec un congé pour y faire ses caravanes en qualité de chevalier de l’ordre. 

### La Révolution française

#### L'Émigration
En 1791, il rejoint l’armée royale des princes émigrés, et il fait les campagnes de 1792 et 1793, puis il retourne à Malte en 1794. 

#### La République
Après la reddition de cette île le 12 juin 1798 (24 prairial de l'an VI), il se range sous les drapeaux de la République le 19 juin 1798 (1er messidor de l'an VI) suivant, et il part en Égypte avec l’armée d’Orient avec le grade de capitaine dans la légion maltaise, qui, le 12 juillet 1799 (24 messidor de l'an VII), est incorporée dans la 85e demi-brigade d’infanterie. Il est nommé chef de bataillon le 6 juillet 1801 (17 messidor de l'an IX), et il rentre en France au début de l’an X.
Le 25 janvier 1804 (4 pluviôse de l'an XII), il passe au 40e régiment d’infanterie de ligne au camp de Boulogne. Il est fait chevalier de la Légion d’honneur le 14 juin 1804 (25 prairial de l'an XII).

### L'Empire français
En l’an XIV, il est employé au 5e corps de la Grande Armée lors des campagnes d’Autriche, de Prusse et de Pologne. Il combat à Ulm du 15 au 20 octobre 1805, à Austerlitz le 2 décembre 1805, et à Iéna le 14 octobre 1806. Le 22 décembre 1806, il est promu major au 33e régiment d’infanterie de ligne, il le commande aux Batailles d’Eylau le 8 février 1807, et de Friedland le 14 juin 1807.
Il est nommé colonel le 28 octobre 1808 au 115e régiment d’infanterie de ligne, il rejoint son régiment en Espagne, et il se trouve au siège de Saragosse en février 1809, ainsi qu’au combat de Belchite le 18 juin 1809. Il est élevé au grade d’officier de la Légion d’honneur le 18 juillet 1809. 
Le 6 octobre 1809, il est gravement blessé à l’affaire de Caspi, et le 7 août 1810, il est créé Baron de l’Empire avec dotation. En 1811, il assiste au siège de Tarragone, et il disperse 1 500 insurgés espagnol lors d’une rencontre à Canta-Vieza. En 1812, il fait partie de l’expédition de Valence, et il est promu général de brigade le 12 avril 1813. 
Il est titré baron de l'Empire le 2 mars 1811 par lettres patentes. 
Le 1er mai 1813, il se rend à Paris, d’où il part le 29 pour rejoindre le corps d’observation de l’Adige, destiné à former l’armée d’Italie. Il obtient plusieurs mentions honorables du vice-roi à la suite des affaires de Villach et de Feistritz les 14 et 19 août 1813. En 1814, il reste à Venise pendant le blocus, et rentre en France avec l’armée d’Italie au mois de mai 1814.

### La Restauration et les Cent-Jours

#### La première Restauration
Mis en non activité à cette époque, il est fait chevalier de Saint-Louis le 20 août 1814, par le roi Louis XVIII. 

#### Les Cent-Jours
Pendant les Cent-Jours, il est nommé à la 8e division d’infanterie du 3e corps de l’armée du Nord du général Vandamme mais il ne rejoint pas son affectation.

#### La seconde Restauration
Le 29 novembre 1815, il prend le commandement du département de l’Ain, qu’il quitte le 2 juillet 1817 pour celui de la Lozère. Il est fait vicomte à cette époque, et il est mis en non activité le 1er décembre 1817. 
Il obtient sa retraite le 21 juillet 1819, et il meurt le 11 février 1835 à Lyon.

## Armoiries
| Figure | Blasonnement |
| ------ | --- |
|        | Armes de la famille du Peyroux sous l'Ancien Régime D'or à trois chevrons d'azur, au pal du même brochant sur le tout.                                  |
|        | Armes du baron du Peyroux et de l'Empire (2 mars 1811) D'azur à trois chevrons échiquetés d'or et de gueules ; au franc-quartier des barons militaires. |

## Sources
- (en) « Generals Who Served in the French Army during the Period 1789 - 1814: Eberle to Exelmans »
- Thierry Pouliquen, « Les généraux français et étrangers ayant servis [sic] dans la Grande Armée » (consulté le 24 septembre 2013)
- « Cote LH/852/5 », base Léonore, ministère français de la Culture
- A. Lievyns, Jean Maurice Verdot, Pierre Bégat, Fastes de la Légion-d'honneur, biographie de tous les décorés accompagnée de l'histoire législative et réglementaire de l'ordre, tome 5, Bureau de l’administration, 1847, 575 p. (lire en ligne), p. 220.
- Charles-Théodore Beauvais, Victoires, conquêtes, désastres, revers et guerres civiles des Français de 1792 à 1815, 1821